# 李秀男
李秀男（韩文：이수남，1927年2月2日—1984年1月8日）是一名韩国足球前锋，曾代表韩国参加过1954年世界杯足球赛。他还曾效力于首尔足球俱乐部。
他从1962年起担任足球裁判。